# 普拉斯圖尼夫卡
49°51′29″N 35°50′4″E / 49.85806°N 35.83444°E
普拉斯圖尼夫卡（烏克蘭語：Пластунівка）是位於烏克蘭東部的村莊，由哈爾科夫州哈爾科夫區的新沃多拉哈市鎮負責管轄。該村始建於1650年，面積0.34平方公里，海拔高度186米，2001年人口52，人口密度每平方公里152.9人。